# Navette fluviale à Montréal
Un réseau de navettes fluviales à Montréal relient l'île de Montréal avec la Rive-Sud de Montréal. Annoncé par l'autorité régionale de transport métropolitain (ARTM) en 2022, le système regroupe les services de navettes fluviales préexistants. L'ARTM est mandaté pour créer le réseau par le ministère des Transports du Québec, qui ordonne l'autorité de reprendre des services anciennement financés par des municipalités,,,.

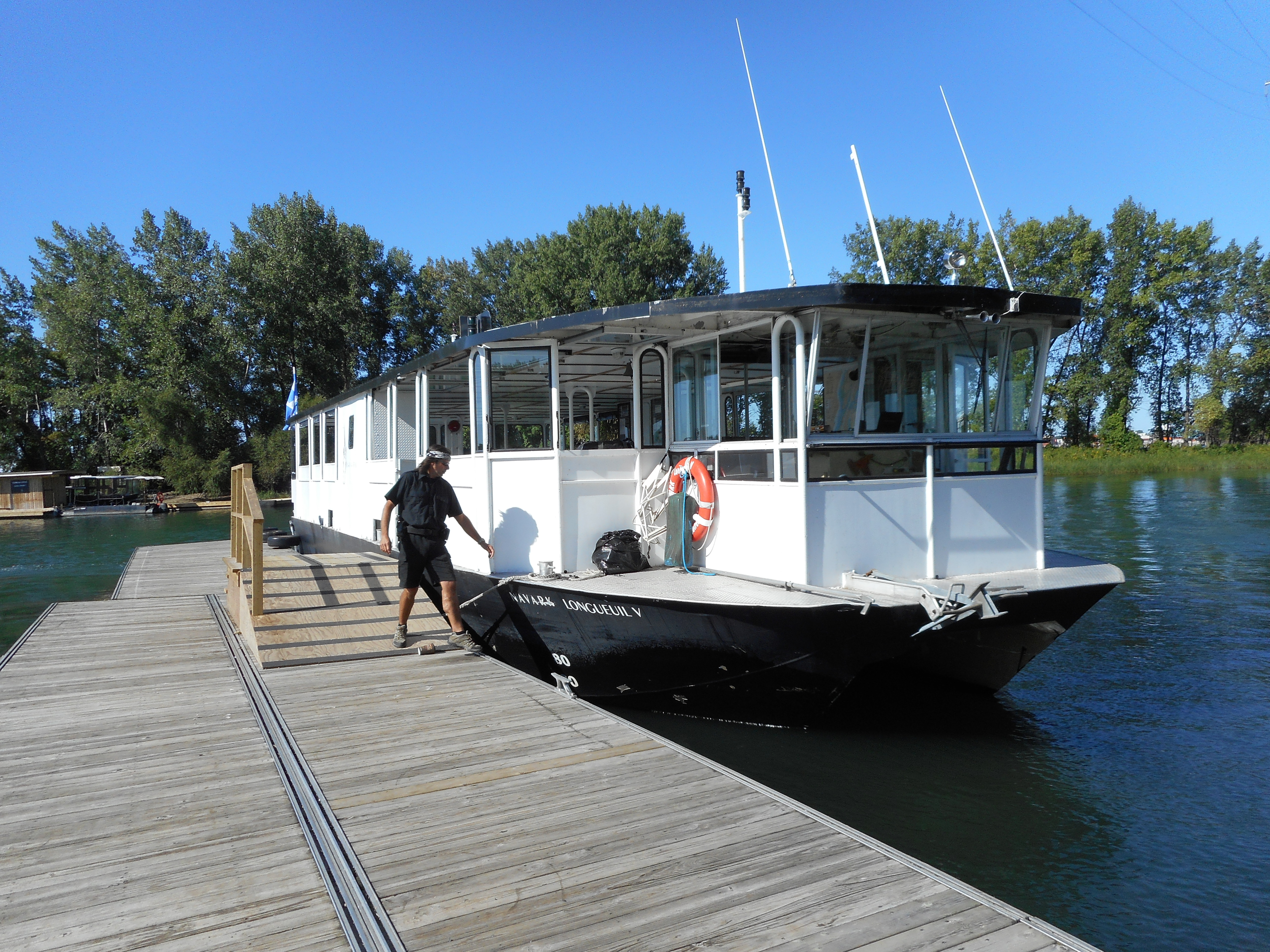
Le bateau Navark Longueuil V, accosté à l'île Charron

## Opérateurs
Les ferries sont gérés par des opérateurs privés. Croisières Navark assure le service de navette entre les arrondissements montréalais Mercier–Hochelaga-Maisonneuve et Rivière-des-Prairies–Pointe-aux-Trembles, Boucherville, Varennes et l'Île Charron de Longueuil. Croisières AML exploite la liaison entre l'Île Sainte-Hélène, Longueuil et le Vieux-Port de Montréal.

## Achalandage
En 2022, le service des navettes compte 256 000 déplacements. En 2023, le système franchit le cap des 340 000 passages.